# Todos Santos, Durango
Todos Santos är en ort i Mexiko.   Den ligger i kommunen Tamazula och delstaten Durango, i den västra delen av landet, 1 000 km nordväst om huvudstaden Mexico City. Todos Santos ligger 2 365 meter över havet och antalet invånare är 236.
Terrängen runt Todos Santos är kuperad åt nordost, men åt sydväst är den bergig. Terrängen runt Todos Santos sluttar söderut. Runt Todos Santos är det mycket glesbefolkat, med 3 invånare per kvadratkilometer. Todos Santos är det största samhället i trakten. I omgivningarna runt Todos Santos växer huvudsakligen savannskog.